# Nathan Hale
Nathan Hale (6 de juny de 1755 - 22 de setembre de 1776) fou un patriota nord-americà, soldat i espia de l'Exèrcit Continental durant la Guerra de la Independència dels Estats Units. Es va oferir voluntari per a una missió de recollida d'intel·ligència a la ciutat de Nova York, però va ser capturat pels britànics i executat. Hale és considerat un heroi nord-americà i el 1985 va ser designat oficialment com a heroi estatal de Connecticut.

## Orígens familiars
Nathan Hale va néixer a Coventry, Connecticut, el 1755, fill del diaca Richard Hale i Elizabeth Strong. Era besnét del reverend John Hale, una figura important en els judicis de bruixes de Salem de 1692. També fou besoncle d'Edward Everett Hale, un ministre, escriptor i activista unitari conegut per causes socials, inclòs l'abolicionisme. Era oncle del periodista Nathan Hale, que va fundar el Boston Daily Advertiser i va ajudar a establir la North American Review.
El 1769, quan Nathan Hale tenia catorze anys, va ser enviat amb el seu germà Enoch, que tenia setze anys, al Yale College. Fou company de classe de qui seria company seu espia Benjamin Tallmadge. Els germans Hale pertanyien a la Societat Linoniana de Yale, que debatia temes d'astronomia, matemàtiques, literatura i ètica de l'esclavitud. Nathan es va graduar amb honors de primera classe el 1773 als 18 anys i es va convertir en professor, primer a East Haddam i després a New London.

## Guerra de la Independència
Després d'iniciar-se la Revolució Americana el 1775, Hale es va unir a una unitat de milícies de Connecticut i va ser nomenat tinent primer en cinc mesos. La seva companyia va participar al setge de Boston, però Hale es va quedar enrere. S'ha suggerit que no estava segur de si volia lluitar, o possiblement que es va veure obstaculitzat perquè el seu contracte d'ensenyament a New London no va expirar fins uns mesos més tard, el juliol de 1775. El 4 de juliol de 1775, Hale va rebre un carta del seu company de classe i amic Benjamin Tallmadge, que havia anat a Boston per veure el setge per ell mateix. Va escriure a Hale: "Si jo fos en la teva condició, crec que el servei més extens seria la meva elecció. La nostra santa religió, l'honor del nostre Déu, un país gloriós i una constitució feliç és el que hem de defensar". La carta de Tallmadge va ser tan inspiradora que, diversos dies després, Hale va acceptar una comissió com a tinent primer al 7è Regiment de Connecticut sota el comandament del coronel Charles Webb de Stamford.
Hale també va formar part de Knowlton's Rangers, la primera organització de serveis d'intel·ligència organitzada dels Estats Units d'Amèrica, dirigida pel tinent coronel Thomas Knowlton. A la primavera de 1776, l'exèrcit continental es va traslladar a Manhattan per defensar la ciutat de Nova York contra l'atac britànic previst. L'agost, els britànics van derrotar els Continentals a la batalla de Long Island mitjançant un moviment de flanqueig des de Staten Island a través de Brooklyn. El general George Washington estava desesperat per determinar la ubicació de la imminent invasió britànica de Manhattan; amb aquesta finalitat, Washington va demanar un espia darrere de les línies enemigues, i Hale va ser l'únic voluntari.

### Missió d'espionatge
Hale es va oferir voluntari el 8 de setembre de 1776 per anar darrere de les línies enemigues i informar sobre els moviments de tropes britàniques, sabent que era un acte d'espionatge, castigat immediatament amb la mort. Va ser transportat a través del Long Island Sound fins a Huntington, Nova York, a Long Island controlat pels britànics, el 12 de setembre. Hale planejava disfressar-se de mestre d'escola holandès a la recerca de feina, tot i que no va viatjar amb un nom fals i, segons es diu, portava amb ell el seu diploma de Yale amb el seu nom real.
Mentre Hale estava encobert, la ciutat de Nova York (aleshores la zona de l'extrem sud de Manhattan, principalment al sud del que ara és Chambers Street) va caure en mans de les forces britàniques el 15 de setembre, i Washington es va veure obligat a retirar-se al nord de l'illa a Harlem Heights (el que ara és Morningside Heights). Poc després, el 21 de setembre, una quarta part de la part baixa de Manhattan va cremar en el Gran Incendi de Nova York de 1776. Més tard es va pensar que el foc havia estat iniciat per sabotejadors nord-americans per tal d'evitar que la ciutat caigués en mans britàniques. i encara que s'havia proposat calar foc a Nova York durant la retirada de Washington, Washington i el Congrés havien rebutjat la idea i negat la responsabilitat. Els nord-americans van acusar els soldats britànics d'encendre els focs sense ordres dels seus superiors per poder saquejar la ciutat. Arran de l'incendi, més de 200 patriotes americans van ser detinguts pels britànics per ser interrogats.
Un relat de la captura d'Hale, obtingut posteriorment per la Biblioteca del Congrés, va ser escrit per Consider Tiffany, un botiguer pro-britànic de Connecticut. En el relat de Tiffany, el major Robert Rogers dels Queen's Rangers va veure en Hale en una taverna i el va reconèixer. Després d'atraure a Hale perquè traís la seva lleialtat fent-se passar per un patriota, Rogers i els seus Rangers van detenir Hale prop de Flushing Bay a Queens, Nova York. Una altra història és que el cosí de Hale, un lleial anomenat Samuel Hale, va ser qui va revelar la seva veritable identitat.
El general britànic William Howe havia establert el seu quarter general a la Beekman House en una part aleshores rural de Manhattan, en una pujada entre el que ara són els carrers 50 i 51 entre la Primera i la Segona Avinguda, prop d'on Beekman Place commemora la connexió. Hale va ser interrogat per Howe i se li van trobar proves físiques. Rogers va proporcionar informació sobre el cas. Segons alguns relats, Hale va passar la nit en un hivernacle de la mansió, mentre que altres diuen que la va passar en un dormitori. Va demanar una bíblia però la petició li va ser denegada. Temps després, va demanar un clergue. De nou, la petició va ser denegada. El general Howe li va permetre escriure cartes: una al seu germà Enoch i una altra al seu oficial al comandament, però l'endemà van ser esquinçades davant seu pel capità Cunningham.

### Mort

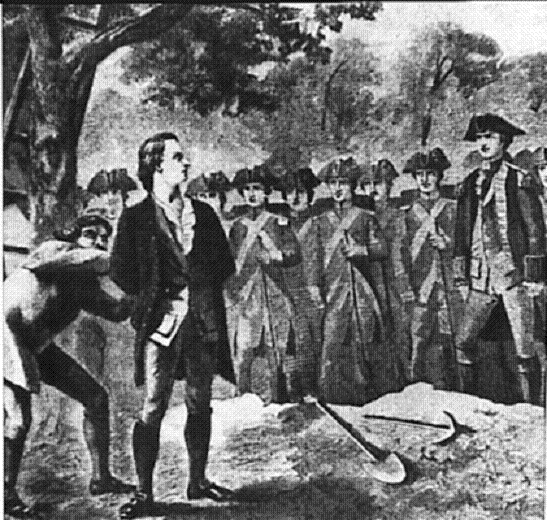
Els britànics pengen Nathan Hale a la ciutat de Nova York, 1776

Segons els estàndards de l'època, els espies eren penjats com a combatents il·legals. Segons tots els comptes, Hale es va comportar bé abans de ser penjat. Frederick MacKensie, un oficial britànic, va escriure aquesta entrada del diari:
| « | Es va comportar amb gran compostura i resolució, dient que pensava que era el deure de tot bon oficial obeir les ordres que li donava el seu comandant en cap; i desitjava que els espectadors estiguessin en tot moment preparats per enfrontar-se a la mort en qualsevol forma que pogués aparèixer. | » |

El matí del 22 de setembre de 1776, Hale va marxar per Post Road fins al Parc d'Artilleria, que es trobava al costat d'un pub anomenat Dove Tavern (a l'actual 66th Street i Third Avenue), i va ser penjat. Tenia 21 anys.